# Ivana Rudelić
Ivana Rudelić (* 25. Januar 1992 in Wangen im Allgäu) ist eine deutsch-kroatische Fußballspielerin.

## Karriere

### Vereine
Rudelić begann im Alter von fünf Jahren beim ASV Wangen mit dem Fußballspielen und wechselte nach der D-Jugend zum TSV Tettnang, da sie nicht mehr mit Jungen in einer Mannschaft spielen durfte. Mit Beginn der Saison 2008/09 wurde sie vom Bundesligisten FC Bayern München verpflichtet, für deren Profi-Mannschaft sie am 7. September 2008 (1. Spieltag) beim 3:0-Sieg im Auswärtsspiel gegen den 1. FFC Turbine Potsdam debütierte. Im letzten Hinrundenspiel, am 7. Dezember 2008 (11. Spieltag), gelang ihr beim 4:1-Sieg im Heimspiel gegen den TSV Crailsheim mit dem zwischenzeitlichen 2:1 in der 63. Minute auch ihr erstes Bundesligator. Nachdem ihr ausgelaufener Vertrag im Sommer 2014 nicht verlängert worden war, wechselte sie zum Ligarivalen FF USV Jena, für den sie am 31. August 2014 (1. Spieltag) beim 1:1-Unentschieden im Auswärtsspiel gegen den Aufsteiger SC Sand ihren Einstand gab und am 24. September 2014 (4. Spieltag) beim 2:1-Sieg im Auswärtsspiel gegen die SGS Essen mit dem Treffer zum zwischenzeitlichen 2:0 in der 63. Minute ihr erstes Tor erzielte. Am 6. Juli 2018 wechselte Rudelić zum Bundesligaaufsteiger Bayer 04 Leverkusen, sie unterschrieb dort einen Zweijahresvertrag. Im Januar 2021 wurde bekannt, dass Rudelić mit sofortiger Wirkung zum FC Bayern München zurückkehrt. Mit ihrem letzten Pflichtspiel, dem 11:1-Sieg über den 1. FFC Turbine Potsdam in der Bundesliga, mit der die Meisterschaft gewonnen wurde, verlässt sie den Verein. Im 
Am 9. Juli 2023 gab der Schweizer Superligist FC Basel auf seiner vereinsinternen Website die Verpflichtung von Ivana Rudelić als Neuzugang ab der Saison 2023/24 bekannt; ihre Vertragslaufzeit endet am 30. Juni 2025.

### Nationalmannschaft
Rudelić, die seit März 2008 deutsche Staatsangehörige ist, kam im Turnier um den Nordic-Cup auf Island für die U16-Nationalmannschaft erstmals als Nationalspielerin zum Einsatz. Sie bestritt die drei Gruppenspiele gegen die Auswahlen von Norwegen (7:0), Dänemark (8:0) und Island (2:0) und zeichnete sich dabei als fünffache Torschützin aus. Gegen den Sieger der Gruppe B, die Auswahl Frankreichs, traf sie beim 5:0-Sieg zweimal und sicherte ihrer Mannschaft den inoffiziellen Titel des U-16-Europameisters.
In der U17-Nationalmannschaft debütierte sie am 10. April 2008 in Essen beim 4:0-Sieg über die Auswahl der Schweiz, gegen die ihr zwei Tore gelangen. Sie nahm vom 20. bis 23. Mai 2008 an der 1. U17-Europameisterschaft der Frauen in Nyon teil und gewann am Turnierende den Titel des Europameisters. Sie nahm ferner vom 28. Oktober bis 16. November 2008 an der U17-Weltmeisterschaft in Neuseeland teil und erreichte nach dem Gruppensieg im weiteren Turnierverlauf das Spiel um den dritten Platz, das mit 3:0 gegen die Auswahl Englands gewonnen wurde.
Ihr Debüt in der U19-Nationalmannschaft gab sie am 11. Mai 2011 in Bremerhaven beim 5:0-Sieg über die Auswahl Russlands und krönte es mit ihrem ersten Länderspieltor zum zwischenzeitlichen 4:0 – unmittelbar nach ihrer Einwechslung in der 46. Minute. Vom 30. Mai bis 11. Juni 2011 nahm sie mit der Mannschaft an der U19-Europameisterschaft in Italien teil und drang bis ins Finale vor. Im Finale, das mit 8:1 gegen die Auswahl Norwegens gewonnen wurde, erzielte sie den Treffer zum zwischenzeitlichen 6:0. Am 25. Oktober 2011 debütierte sie in Bitburg beim 4:0-Sieg über die Auswahl Belgiens in der U20-Nationalmannschaft; danach absolvierte sie weitere drei Spiele im Rahmen des Vier-Nationen-Turniers in La Manga (Spanien).
Im März 2015 debütierte die Tochter kroatischer Eltern im Rahmen des „Istria Women’s Cup“ dann für die A-Nationalmannschaft Kroatiens und erzielte im Rahmen dieses Turniers gegen die Nationalmannschaft Nordirlands mit dem Treffer zum 2:1-Endstand ihr erstes Tor.

## Erfolge
- U19-Europameister 2011
- Dritter U17-Weltmeisterschaft 2008
- U17-Europameister 2008
- Nordic-Cup-Sieger 2008
- Deutscher Meister 2021, 2023
- Zweiter Deutsche Meisterschaft 2009
- Bundesliga-Cup-Sieger 2011
- DFB-Pokal-Sieger 2012
- Torschützenkönigin U20-Länderpokal (8 Tore)

## Sonstiges
Aus Anlass der in Deutschland stattfindenden Weltmeisterschaft 2011 griff das deutsche Playboy-Magazin das Thema auf und lichtete neben Ivana Rudelić auch die Spielerinnen Annika Doppler, Julia Šimić, Kristina Gessat und Selina Wagner in der Juli-Ausgabe ab.